# 쥘리에트 비노슈
쥘리에트 스탈랭 비노슈(프랑스어: Juliette Stalens Binoche, 1964년 3월 9일 ~ )는 프랑스의 배우 및 예술가, 무용가이다. 60편이 넘는 영화들에 출연했고, 다수의 국제 영화 시상식에서 수상을 했으며, 연극 무대와 영화 스크린을 오가며 출연했다. 배우 커리어를 시작하기 전에, 청소년 시기부터 연기 수업을 듣기 시작했다. 몇몇 연극 작품들에서 공연한 후, 비노슈는 장뤽 고다르 (마리아에게 경배를, 1985년), 자크 두아용 (La Vie de famille, 1985년), 그녀를 자신의 1985년 드라마 영화 랑데부에서 주연을 맡겨 프랑스의 스타로 만든, 앙드레 테시네 등의 오테르 계열 감독들의 영화에서 연기를 시작했다. 비노슈의 영어 연기 데뷔작은 필립 코프먼이 연출한 프라하의 봄 (1988년)으로, 이를 통해 세계적인 영화 무대에 진출했다.

## 출연 작품
- 랑데부 (1985)
- 마리아에게 경배를 (1985)
- 나쁜 피 (1986)
- 프라하의 봄 (1988)
- 퐁네프의 연인들 (1991)
- 데미지 (1992)
- 세 가지 색: 블루 (1993)
- 세 가지 색: 화이트 (1994)
- 세 가지 색: 레드 (1994)
- 지붕위의 기병 (1995)
- 잉글리쉬 페이션트 (1996)
- 초콜렛 (2000)
- 미지의 코드 (2000)
- 길로틴 트래지디 (2000)
- 프렌치 키스 2 (2002)
- 히든 (2005)
- 사랑해, 파리 (2006)
- 사랑을 부르는, 파리 (2008)
- 쉬린 (2008)
- 사랑을 카피하다 (2010)
- 코스모폴리스 (2012)
- 까미유 끌로델 (2013)
- 천번의 굿나잇 (2013)
- 고질라 (2014) - 산드라 브로디 역
- 클라우즈 오브 실스마리아 (2014) - 마리아 엔더스 역
- 33 (2015)
- 공각기동대: 고스트 인 더 쉘 (2017)
- 렛 더 선샤인 인 (2017) - 이자벨 역
- 베이비 범프 (2017)
- 비전 (2018)
- 하이 라이프 (2018)
- 논픽션 (2018)
- 파비안느에 관한 진실 (2019) - 뤼미르 역
- 아무도 못말리는 경찰 (2019, 단편)
- 슬기로운 아내 수업 (2020) - 플렛 역
- 칼날의 양면 (2022)
- 프렌치 수프 (2023)